# ناحیه أورلال
ناحیه أورلال (به عربی: دائرة أورلال) یک ناحیه در الجزایر است که در استان بسکره واقع شده است.